# Fernandes Tourinho
Fernandes Tourinho – miasto i gmina w Brazylii, w stanie Minas Gerais. Znajduje się w mikroregionie Governador Valadares.